# مومیر (کارولینای شمالی)
مومیر (به انگلیسی: Momeyer) شهری در ایالت کارولینای شمالی کشور ایالات متحده آمریکا است که جمعیت آن در سرشماری سال ۲۰۱۰ میلادی، ۲۲۴ نفر بوده‌است.